# 제정임
제정임은 대한민국의 언론인이자 교육자다. 현재 세명대 저널리즘스쿨 대학원 원장으로 일하며 후배 언론인 양성에 힘쓰고 있다. 2016년부터 SBSCNBC에서 <제정임의 문답쇼 힘>을 진행한 방송인이기도 하다. 2012년 안철수 전 대선후보와의 대담집 《안철수의 생각》을 펴내 화제가 된 바 있다.
서울대학교 사회학과를 졸업하고 <경향신문>, <국민일보>에서 사회부와 경제부 기자로 약 14년간 일했으며, 2000년부터 독립적인 칼럼니스트로 활동했다. MBC <손에 잡히는 경제>, KBS <김광진의 경제포커스> 등 방송에서 경제 및 시사분야의 해설을 맡아왔고 경향신문, 한국일보, 국제신문 등에 칼럼을 연재했다. 서울대 대학원에서 경영학 전공으로 박사학위를 받았으며 미국 일리노이대학교에서 국제경영자 과정(PIM)을 수료했다. 언론중재위원, 금융발전심의위원, 인터넷선거기사심의위원 등을 역임하기도 했다.
세명대 저널리즘스쿨에서 만드는 온라인 신문 <단비뉴스>의 주간교수를 맡았으며 《단비뉴스》에서 약 1년 반에 걸쳐 연재한 특집 '가난한 한국인의 5대 불안'을 묶어《벼랑에 선 사람들》(2012)을 펴냈다. 또 2013년에는 <단비뉴스> 취재팀과 함께 한국의 노인빈곤과 소외를 탐사보도한 《황혼길 서러워라》를 발간했다. 칼럼과 방송 내용을 묶어 출간한 《동네북 경제를 넘어》(2013)는 한국 경제의 취약성을 분석하고 해법을 제시했다. 또 <단비뉴스> 환경부와 함께 최근 발간한 《마지막 비상구 - 기후위기 시대의 에너지 대전환》은 기후붕괴 시대 한국의 현실을 발로 뛰며 밀착 취재해 집중 조명했다. 이 책은 기후위기, 미세먼지, 원전재난의 위험성을 드러내고 대안까지 제시했다.

## 학력
- 서울대학교 사회학과 학사
- 서울대학교 경영학(석박사통합과정) 박사

## 경력
- 1986~1988 경향신문 기자
- 1988~2000 국민일보 기자
- 정동칼럼 칼럼니스트
- 언론중재위원회 위원
- 금융발전심의위원회 위원
- 인터넷선거기사심의위원회 위원
- 서울대학교 국제금융연구센터 연구위원
- 2008~現 세명대학교 저널리즘스쿨 대학원 교수
- 2019.7~현 세명대학교 저널리즘스쿨 대학원장

## 저서
- 《경제뉴스의 두 얼굴》(2002)
- 《경제저널리즘의 종속성》(2007, 공저)
- 《경제보도실무》(2009)
- 《벼랑에 선 사람들》(2012, 편저)
- 《안철수의 생각》(2012, 공저)
- 《동네북 경제를 넘어》(2013)
- 《황혼길 서러워라》(2013, 편저)
- 《따끈따끈 시사현안 20》(2019, 편저)
- 《마지막 비상구》(2019, 편저) 등.